# Magnesia Litera 2020
Magnesia Litera 2020 je 19. ročník cen Magnesia Litera. Kvůli pandemii covidu-19 bylo vyhlášení cen odloženo z původního jarního termínu na 31. srpna 2020.

## Ceny a nominace

### Kniha roku
- Petr Čornej: Jan Žižka: Život a doba husitského válečníka[1]

### Litera za prózu
- Jiří Kratochvil: Liška v dámu
- Veronika Bendová: Vytěženej kraj
- Štěpán Kučera: Projekt Gilgameš
- Jan Němec: Možnosti milostného románu
- Michal Vrba: Kolem Jakuba
- David Zábranský: Logoz

### Moleskine Litera za poezii
- Ewald Murrer: Noční četba
- Jiří Dynka: Pomor
- Daniel Hradecký: Přibližování dřeva

### Litera za knihu pro děti a mládež
- David Böhm: A jako Antarktida
- Petr Borkovec: Každá věc má něco společného se štěstím
- Petr Koťátko: Anička, mluvící potok a další chovanci ústavu paní Majerové

### Litera za naučnou literaturu
- Petr Čornej: Jan Žižka: Život a doba husitského válečníka
- Michal Kopeček (ed.): Architekti dlouhé změny: Expertní kořeny postsocialismu v Československu
- Vladimír Horák, Jakub Plášil, Pavel Škácha: Jáchymov: Mineralogická perla Krušnohoří

### Litera za nakladatelský čin
- Jan Amos Komenský: Labyrint světa a ráj srdce (Práh)
- Ivan Martin Jirous: Magorova oáza (Torst)
- Jana Maříková-Kupková a kol.: Katedrála viditelná a neviditelná (Hilbertinum)

### Litera za překladovou knihu
- Edward St Aubyn: Patrick Melrose I (přeložil Ladislav Nagy)
- Lucia Berlinová: Manuál pro uklízečky (přeložila Martina Knápková)
- Fernando Vallejo: Madona zabijáků (přeložil Petr Zavadil)

### Litera za publicistiku
- Aleš Palán: Jako v nebi, jenže jinak
- Kamila Hladká: Hornické vdovy
- Jožin Valenta, Marek Vácha: Jízda v levém pruhu

### DILIA Litera pro objev roku
- Vratislav Kadlec: Hranice lesa
- Romi Grey: Jmenuji se Orel
- Ema Labudová: Tapetář

### Magnesia Blog roku
- Jiří Švihálek: Pacholek.com
- Natálie Ficenová: Zrzi.cz
- Městská poezie Brno
- Tereza Nagyová: Nejsemtabu.cz
- Kristýna Sládečková: Knihomam.cz
- Radim Tolasz: Tolasz.cz

### Cena čtenářů
- Filip Rožek: Gump: Pes, který naučil lidi žít